# سه‌کوتاهه
سه‌کوتاهه (به انگلیسی: tribrach)، یکی از پایه (عروض)‌هایی است که در شعر رسمی غربی و وزن شعر یونانی و لاتین به‌کار می‌رود. در وزن شعر (مانند وزن شعر کلاسیک)، این پایه از سه هجای کوتاه تشکیل شده است که جایگزین یک بلندانجام (˘ ¯) یا یک بلندآغاز (¯ ˘) می‌شود. در شعر تکیه‌ای–هجایی (مانند شعر رسمی انگلیسی)، سه‌کوتاهه شامل سه هجای کوتاه پیوسته است که به‌جای یک بلندآغاز قرار می‌گیرد.
«واژهٔ سه‌کوتاهه» به واژه‌ای گفته می‌شود که از سه هجای کوتاه تشکیل شده‌باشد؛ مانند واژهٔ لاتین nitida به‌معنای «درخشان» یا واژهٔ یونانی ἔχετε به‌معنای «شما دارید». برابر آن در زبان انگلیسی می‌تواند واژه‌ای با سه هجای کوتاه باشد، مانند Canada یا passenger.
واژهٔ tribrach از واژهٔ یونانی τρίβραχυς مشتق شده که خود از پیشوند τρι- به‌معنای «سه» و صفت βραχύς به‌معنای «کوتاه» ساخته شده است.

## واژه‌شناسی
نخستین ثبت واژهٔ tribrachys به نویسندهٔ رومی کوئنتیلی (سدهٔ نخست میلادی) بازمی‌گردد. بنا به گفتهٔ کوئنتیلی، نام جایگزین دیگر برای سه‌کوتاهه، «بلندآغاز» بود: «سه هجای کوتاه یک trochaeus می‌سازند، اما کسانی که واژهٔ trochaeus را برای choraeus به‌کار می‌برند، ترجیح می‌دهند آن را tribrachys بنامند.» خودِ کوئنتیلی از واژهٔ trochaeus استفاده می‌کرد. با این حال، در کاربرد امروزی، رشته‌ای از سه هجای کوتاه را همواره سه‌کوتاهه می‌نامند، در حالی‌که واژهٔ بلندآغاز برای ترکیب بلند + کوتاه (یا سنگین + سبک، یا تکیه‌دار + بی‌تکیه) به‌کار می‌رود. نام دیگری که در نوشته‌های دیومدس گراماتیکوس (سدهٔ چهارم میلادی) آمده، tribrevis است.
نویسندهٔ لاتینی در زمینهٔ وزن‌شناسی، ترنتیانوس ماوروس (سدهٔ دوم میلادی) یادآور شده است که هجای بلند در یک پایهٔ بلندآغاز (¯ ˘) اغلب به دو هجای کوتاه تقسیم می‌شود، «از این‌رو چیزی که ما آن را سه‌کوتاهه می‌نامیم، می‌تواند یک trochaeus نیز باشد». او می‌افزاید که سه‌کوتاهه می‌تواند به‌جای یک بلندانجام (˘ ¯) نیز قرار گیرد، و همچنین در نیمهٔ اول یا دوم پایه‌ای از نوع amphimacros (یعنی دوسوبلند: ¯ ˘ ¯) ظاهر شود.
نخستین اشاره به واژهٔ τρίβραχυς در میان نویسندگان یونانی، در فرهنگ لغت لیدل و اسکات، در نوشته‌های هفایشتیون (سدهٔ دوم میلادی) آمده است، که در آن سه‌کوتاهه را یکی از صورت‌های ممکن برای پایهٔ بلندآغاز ذکر کرده است. این پایه همچنین با عنوان τριβραχὺς ποῦς به‌معنای «پایهٔ سه‌کوتاهه» شناخته می‌شد.

## در شعر لاتین
در شعر لاتین، سه‌کوتاهه هرگز در آثار ویرژیل، اووید یا کاتولوس دیده نمی‌شود، زیرا اوزان شش‌پایه‌ای و هندکاسیلابی با بیش از دو هجا سازگار نیستند. با این حال، در اشعار بلندانجام و بلندآغاز که در کمدی‌های رومی نویسندگانی چون پلوتس و پوبلیوس ترنتیوس آفر دیده می‌شود، کاربرد آن نسبتاً رایج است.
در این اوزان، سه‌کوتاهه می‌تواند به‌جای یک بلندانجام (˘ ¯) یا یک بلندآغاز (¯ ˘) در هر نقطه‌ای از مصرع قرار گیرد، به‌جز بلافاصله پیش از پایان مصرع یا پیش از وقف میانی. معمولاً تکیهٔ واژه در ابتدای جزء تقسیم‌شده (resolved) قرار می‌گیرد.
در مورد تقسیم واژه در سه‌کوتاهه، قواعدی وجود دارد. برای نمونه، واژه‌ای مانند sénibus که یک واژهٔ سه‌کوتاهه است، نمی‌تواند به‌جای بلندانجام (˘ ¯) قرار گیرد، بلکه فقط به‌جای بلندآغاز (¯ ˘) قرار می‌گیرد. البته این قاعده در زبان یونانی کاربرد ندارد، چرا که در آن تکیهٔ واژه بر وزن تأثیر نمی‌گذارد.
گاهی در یک مصرع دو سه‌کوتاهه پشت سر هم دیده می‌شود:
úb(i) era pépererit «وقتی که بانوی خانه زایید»
نمونه‌ای از سه‌کوتاههٔ دوتایی در شعری جدی‌تر در سروده‌ای منسوب به امپراتور هادریان در بستر مرگ دیده می‌شود با عنوان Animula vagula blandula. هر مصرع در این شعر در قالب دوپایه‌ای بلندانجام (˘ ¯ ˘ ¯ | ˘ ¯ ˘ ¯) است، اما در مصرع‌های نخست و چهارم، دو هجای بلند ابتدایی به دو هجای کوتاه تقسیم شده‌اند و سه‌کوتاهه تشکیل داده‌اند:
Anímula vágula blándula | u uu u uu | u – u – |
Hospes comesque corporis
Quae nunc abībis in loca?
Pallídula rígida nūdula
Nec ut solēs dabis iocōs
روح کوچک، سرگردان و دلنشین
ای مهمان و همدم تنم
اکنون به کدام دیار می‌روی؟
کم‌رنگ، خشک، برهنه
و دیگر، آن‌چنان‌که بودی، شوخی نخواهی کرد

## در شعر انگلیسی
در شعر انگلیسی نیز، مانند شعر لاتین، سه‌کوتاهه می‌تواند به‌جای بلندآغاز در وزن بلندآغاز قرار گیرد:
Humpty / Dumpty / sat on a / wall
در موسیقی سنتی برای این شعر کودکانه، واژه‌های "Humpty" و "Dumpty" به‌صورت یک نت سیاه و یک نت چنگ اجرا می‌شوند، در حالی‌که "sat on a" با سه نت چنگ اجرا می‌شود.
جایگزینی سه‌کوتاهه به‌جای بلندآغاز، غالباً در شعرهای کودکانه دیده می‌شود. نمونه‌ای از شعر جدی‌تر در ترانهٔ "Space Man" (۲۰۲۲) از سم رایدر دیده می‌شود. در ترجیع‌بند، عبارت "nothing but" با سه هجای برابر در موسیقی اجرا شده است:
I've / searched a/round the / uni/verse
/ Been down / some black / holes
There's / nothing but / space, / man
سه‌کوتاههٔ دوتایی (مانند "higgledy piggledy") نیز در شعر انگلیسی دیده می‌شود، مانند شعر کودکانهٔ "Hickory Dickory Dock" (حدود ۱۷۴۴):
/ Hickory / dickory / dock.
The / mouse ran / up the / clock.
نمونه‌ای دیگر در شعر کودکانهٔ «نافرمانی» (۱۹۲۴) از آلن الکساندر میلن (در مجموعهٔ وقتی خیلی کوچک بودیم) آمده است:
/ James / James
/ Morrison / Morrison
/ Weatherby / George Du/pree
/ Took / great
/ Care of his / Mother,
/ Though he was / only / three.